# Malchin
Malchin – miasto w północno-wschodnich Niemczech, w kraju związkowym Meklemburgia-Pomorze Przednie, w powiecie Mecklenburgische Seenplatte, siedziba Związku Gmin Malchin am Kummerower See.
1 stycznia 2019 do miasta przyłączono gminę Duckow, która stała się automatycznie jego dzielnicą

## Toponimia
Nazwa miasta pochodzi z połabskiego Malochyni, będącego formą odosobową od imienia Maloch. W języku polskim rekonstruowana w formie Małkinia.

## Osoby urodzone w Malchin
- Siegfried Marcus (1831–1898) – mechanik i wynalazca
- Thomas Doll (1966) – niemiecki piłkarz

## Współpraca
- Halen, Belgia
- Hesperange, Luksemburg
- Itzehoe, Szlezwik-Holsztyn
- Szerencs, Węgry[4]